# Інтеграл руху
Терміном інтегра́л ру́ху в фізиці позначається будь-яка функція змінних фізичної системи, що зберігається при її еволюції з часом.

## Застосування
Знаючи інтеграли руху, а для багатьох систем їх легко отримати із законів збереження і міркувань симетрії, можна спростити інтегрування рівнянь руху. В найуспішніших випадках траєкторії руху є перетином ізоповерхонь відповідних інтегралів руху. Наприклад, побудова Пуансо показує, що без крутного моменту обертання абсолютно твердого тіла є перетином сфери (закон збереження повного кутового моменту) і еліпсоїда (збереження енергії), траєкторію, яку важко вивести і візуалізувати. Тому знаходження інтегралів руху — зручний і важливий метод механіки.

## Приклади
Для замкнених консервативних систем у механіці інтегралами руху є повна енергія, сумарний імпульс усіх частинок, повний момент імпульсу.

## Властивості
Кожна конкретна фізична система має свої інтеграли руху.
Будь-яка функція, що залежить лише від інтегралів руху фізичної системи, теж є інтегралом руху.
У квантовій механіці оператори інтегралів руху комутують із гамільтоніаном, а отже хвильову функцію системи можна вибрати так, щоб вона водночас була власною функцією оператора інтеграла руху.

## Етимологія
Слово інтеграл за своїм латинським походженням значить цілий, цілісний.

## Методи знаходження інтегралів руху
Існує кілька загальних і зручних методів знаходження інтегралів руху:
- Найпростіший, але й найменш строгий метод полягає в інтуїтивному підході, часто заснованому на експериментальних даних і подальшому математичному доказі збереження величини.
- Рівняння Гамільтона-Якобі пропонує строгий і прямий метод знаходження інтегралів руху, особливо якщо функція Гамільтона має знайому функціональну форму в ортогональних координатах.
- Інший підхід полягає в зіставленні величини, що зберігається, і якоїсь симетрії функції Лагранжа. Теорема Нетер дає систематичний спосіб виведення таких величин із симетрій. Наприклад, закон збереження енергії є результатом того, що функція Лагранжа не змінюється при зміні точки відліку часу (однорідність часу), закон збереження імпульсу еквівалентний інваріантності функції Лагранжа щодо зміни положення початку системи відліку в просторі (трансляційна симетрія) і закон збереження моменту імпульсу виходить з ізотропності простору (функція Лагранжа не міняється при поворотах системи координат). Зворотне теж вірно: кожна симетрія функції Лагранжа відповідає інтергралу руху.
- Величина A зберігається якщо вона не залежить явним чином від часу і її дужки Пуасона з функцією Гамільтона системи дорівнюють нулю

{\displaystyle {\frac {dA}{dt}}={\frac {\partial A}{\partial t}}+\{A,H\}}
Інший корисний результат відомий як теорема Пуассона, в якій стверджується, що якщо є два інтеграли руху A і B, то дужки Пуасона {A,B} цих двох величин теж є інтегралом руху.
Система з n ступенями вільності й n інтегралами руху, такими, що дужки Пуасона будь-якої пари інтегралів дорівнюють нулю відома як повністю інтегрована система. Такий набір інтегралів руху, як кажуть, знаходиться в інволюції один з одним.